# Tikamgarh
Tikamgarh é uma cidade e um município no distrito de Tikamgarh, no estado indiano de Madhya Pradesh.

## Demografia
Segundo o censo de 2001,  Tikamgarh  tinha uma população de 68,572 habitantes. Os indivíduos do sexo masculino constituem 53% da população e os do sexo feminino 47%. Tikamgarh tem uma taxa de literacia de 71%, superior à média nacional de 59.5%: a literacia no sexo masculino é de 77% e no sexo feminino é de 63%. Em Tikamgarh, 15% da população está abaixo dos 6 anos.